# Rauma (Norvège)
Pour les articles homonymes, voir Rauma.
Rauma est une kommune de Norvège. Elle est située dans le comté de Møre og Romsdal.
Le massif du Trolltinden est sur son territoire.